# 玉林专区
玉林专区，1949年－1951年为鬱林专区，中华人民共和国广西壮族自治区已撤消的行政区，在今广西壮族自治区东部。
1949年，设鬱林专区，专署驻鬱林县（今玉林市）。辖鬱林、贵县、兴业、北流、陆川、博白6县。
1951年，撤销鬱林专区；贵县划归宾阳专区；鬱林、兴业、北流、陆川、博白5县划入容县专区。
1958年，恢复玉林专区（1956年，“鬱林”改为“玉林”），专署驻玉林县（今玉林市）。辖原容县专区的玉林、桂平、平南、容县、北流、陆川、博白、贵县8县。
1971年，撤销玉林专区，改置玉林地区。